# Comuna Lîtvînivka, Vîșhorod
Lîtvînivka (în ucraineană Литвинівка) este o comună în raionul Vîșhorod, regiunea Kiev, Ucraina, formată din satele Lisovîci, Lîtvînivka (reședința) și Mîkolaiivka.

## Demografie
Componența lingvistică a comunei Lîtvînivka
     Ucraineană (97,4%)
     Rusă (2,16%)
     Alte limbi (0,33%)
Conform recensământului din 2001, majoritatea populației comunei Lîtvînivka era vorbitoare de ucraineană (97,4%), existând în minoritate și vorbitori de rusă (2,16%).